# Бирсеу (комуна)
Бирсеу (рум. Bârsău) — комуна у повіті Сату-Маре в Румунії. До складу комуни входять такі села (дані про населення за 2002 рік):
- Бирсеу-де-Жос (684 особи)
- Бирсеу-де-Сус (1835 осіб) — адміністративний центр комуни

Комуна розташована на відстані 415 км на північний захід від Бухареста, 33 км на південний схід від Сату-Маре, 95 км на північ від Клуж-Напоки.

## Населення
За даними перепису населення 2002 року у комуні проживали 2519 осіб. Усі жителі комуни рідною мовою назвали румунську.
Національний склад населення комуни:
| Національність | Кількість осіб | Відсоток |
| -------------- | -------------- | -------- |
| румуни         | 2516           | 99,9%    |
| українці       | 2              | 0,1%     |
| німці          | 1              | < 0,1%   |

Склад населення комуни за віросповіданням:
| Релігія        | Кількість осіб | Відсоток |
| -------------- | -------------- | -------- |
| православні    | 2214           | 87,9%    |
| п'ятдесятники  | 300            | 11,9%    |
| греко-католики | 3              | 0,1%     |
| римо-католики  | 1              | < 0,1%   |
| реформати      | 1              | < 0,1%   |